# Rivière Louvicourt
Pour les articles homonymes, voir Louvicourt.
La rivière Louvicourt est un affluent du lac Tiblemont, coulant dans la municipalité régionale de comté (MRC) de La Vallée-de-l'Or, dans la région administrative de l’Abitibi-Témiscamingue, au Québec, au Canada. Le cours de la rivière traverse le territoire des villes de :
- Val d’Or : cantons Marrais, Louvicourt et Vauquelin.
- Senneterre : canton Tiblemont.

La rivière Louvicourt coule généralement en territoire forestier au nord de la réserve faunique La Vérendrye, sauf aux alentours du village de Louvicourt. La foresterie constitue la principale activité économique de ce bassin versant ; les activités récréotouristiques, en second. La surface de la rivière est habituellement gelée de la mi-décembre à la mi-avril.
Le portage Martel, d’une longueur de 1,3 km, permet de relier le fond d’une baie du Sud du lac Tiblemont et une baie située au nord-ouest du lac Endormi lequel est traversé par la rivière Louvicourt.

## Géographie
La rivière Louvicourt prend sa source à l’embouchure du lac Louvicourt (longueur : 5,8 km ; largeur maximale : 0,7 km ; altitude : 321 m). Le lac Louvicourt est situé entièrement en zone forestière, chevauchant les cantons Marrias et Louvicourt (partie nord du lac).  Une vaste zone de marais est située entre 0,8 km et 2,0 km du côté ouest ; ainsi qu’au sud. Le lac Louvicourt est situé au :
- nord-ouest de la ligne de partage des eaux avec le sous-bassin versant de la rivière Marrias(coulant vers le sud), un affluent de la rivière des Outaouais ;
- à l'ouest de la ligne de partage des eaux avec le sous-bassin versant de la rivière Saint-Félix, un affluent du lac Simon lequel est traversé vers le nord par la rivière Villebon.

L’embouchure du lac Louvicourt est située à 18,4 km au sud de la confluence de la rivière Louvicourt avec le lac Tiblemont, à 3,6 km au sud de la confluence de la rivière Marrias, à 6,9 km au sud-est du pont de la route 117 situé au village de Louvicourt, à 11,2 km au sud-est de la confluence de la rivière Villebon, à 43,7 km au sud du centre-ville de Senneterre et à 28,8 km à l'est du centre-ville de Val d’Or.
Les principaux bassins versants voisins de la rivière Louvicourt sont :
- côté nord : lac Tiblemont, lac Parent ;
- côté est : rivière Villebon, rivière Marquis, rivière Shamus, lac Guéguen, lac Matchi-Manitou ;
- côté sud : lac Louvicourt, ruisseau Vaillancourt, Grand lac Victoria, lac Granet ;
- côté ouest : rivière Marrias, rivière Colombière.

À partir de l’embouchure du lac Louvicourt, la rivière Louvicourt coule sur 12,0 km, selon les segments suivants :*1,5 km vers le nord, jusqu’à la rive sud du lac Trivo ;
- 2,5 km vers le nord en traversant le lac Trivio (altitude : 313 km) sur sa pleine longueur. Note : le lac Trivio reçoit les eaux de la rivière Marrias (venant du nord-ouest) ;
- 1,5 km vers le nord-est, jusqu’à la rive sud-ouest du lac Endormi ;
- 2,7 km vers le nord-est en traversant la partie inférieure du lac Endormi, jusqu’au pont de la route 117 situé au village de Louvicourt ;
- 3,8 km vers le nord en formant une courbe vers l’est, en recueillant les eaux de la rivière Villebon (venant du sud) et en traversant un premier barrage, jusqu'au barrage situé à la confluence de la rivière[2].

La rivière Louvicourt se déverse sur la rive sud-est du lac Tiblemont que le courant traverse vers le nord, puis traverse le lac Parent avant de se jeter dans la rivière Bell.
Cette confluence de la rivière Louvicourt avec le lac Tiblemont est située, à 16,5 km au sud de l’embouchure du lac Tiblemont, à 25,5 km au sud du centre-ville de Senneterre, à 37,3 km au nord-est du centre-ville de Val d’Or et à 7,0 km au nord-est du lac Guéguen.

## Toponymie
Le toponyme « rivière Louvicourt » a été officialisé le 5 décembre 1968 à la Commission de toponymie du Québec, soit lors de sa création.